# Pedro Muñoz Machín Rodríguez
Pour les articles homonymes, voir Muñoz.
Muñoz   est un nom espagnol. Le premier nom de famille, en général paternel, est Muñoz.
Pedro Muñoz Machín Rodríguez, dit Pedro Muñoz (né le 6 novembre 1958 à Mieres, province des Asturies), est un coureur cycliste espagnol, professionnel entre 1980 et 1991. Après un remarquable début de carrière et une deuxième place dans la Vuelta 1981, il ne confirma pas tout à fait. Sa carrière peut, néanmoins, s'enorgueillir d'un maillot du meilleur grimpeur du Giro 1986 et de victoires dans des courses d'une semaine comme le Tour de Valence 1982 ou le Tour des Asturies 1983. De nombreuses victoires d'étapes et de places d'honneur dans ces courses d'une semaine étoffent son palmarès. Il alliait de réelles qualités de grimpeur à un comportement de rouleur très correct.

## Équipes
- 1980 :  Zor - Vereco - Campagnolo
- 1981 :  Zor - Helios - Novostil
- 1982 :  Zor - Helios - Gemeaz Cusin
- 1983 :  Zor - Gemeaz Cusin - Rossin
- 1984 :  Teka
- 1985 :  Fagor
- 1986 :  Fagor
- 1987 :  Fagor-MBK
- 1988 :  Fagor-MBK
- 1989 :  ONCE
- 1990 :  ONCE
- 1991 :  Artiach-Royal[1]

## Palmarès

### Palmarès année par année
- 1981
  - 15ea étape du Tour d'Espagne
  - 6ea étape du Tour des Asturies[2]
  - 4e étape de la Semaine catalane[3]
  - 4e étape du Tour de Burgos[4]
  - 2e du Tour d'Espagne
  - 2e de l'Escalade de Montjuïc
  - 2e du Tour des Trois Provinces
  - 3e du Tour des Asturies
- 1982
  - Tour des Trois Provinces[5]
  - GP Navarra
  - Prologue et 2ea étape de la Semaine catalane[6]
  - 5eb étape du Tour d'Aragon[7]
  - Trofeo Masferrer
  - 2e de la Subida al Naranco
  - 2e du Tour de Catalogne
  - 3e de l'Escalade de Montjuïc
- 1983
  - Tour des Asturies :
    - Classement général
    - 6e étape[8]

  - Tour de Castille :
    - Classement général[9]
    - Prologue[9]

  - 3e de l'Escalade de Montjuïc
  - 8e du Tour d'Espagne
- 1984
  - Clásica de Ordizia
  - 5e étape du Tour de Catalogne[10]
  - 2e du Tour de Catalogne
- 1985
  - 6e étape de Paris-Nice[11]
  - 4e étape du Tour du Pays basque[12]
  - 3e de la Clásica de Ordizia
- 1986
  - Tour d'Italie :
    -  Classement de la montagne
    - 16e étape

  - 5e étape de Paris-Nice[13]
  - 5e du Grand Prix de Plouay
  - 10e du Tour d'Italie
- 1987
  - 2e de la Arrateko Igoera
- 1989
  - 5e étape du Tour de Burgos[14]
  - 2e du Tour de Burgos
  - 3e de la Arrateko Igoera

### Résultats sur les grands tours

#### Tour de France
5 participations.
- 1984 : 8e du classement général.
- 1985 : abandon (15e étape).
- 1986 : abandon (5e étape).
- 1987 : 22e du classement général.
- 1988 : abandon (12e étape).

#### Tour d'Espagne
8 participations.
- 1980 : 27e du classement général.
- 1981 : 2e du classement général et vainqueur de la 15ea étape.
- 1982 : 25e du classement général.
- 1983 : 8e du classement général.
- 1985 : non partant (9e étape).
- 1988 : non partant (6e étape).
- 1989 : 34e du classement général.
- 1990 : abandon (5e étape).

#### Tour d'Italie
5 participations.
- 1981 : 41e du classement général.
- 1982 : abandon.
- 1983 : 11e du classement général.
- 1986 : 10e du classement général, vainqueur du  classement du classement de la montagne et de la 16e étape
- 1987 : 18e du classement général.